# Hessenaue
Hessenaue ist ein Ortsteil der Gemeinde Trebur im südhessischen Kreis Groß-Gerau. Das Dorf ist eine Neugründung aus der Zeit des Nationalsozialismus.

## Geographie

### Geographische Lage
Hessenaue liegt in Südhessen etwa 2 km ostwärts des Rheins im rechtsrheinischen Teil der Nördlichen Oberrhein-Niederung, einer stromnahen Eintiefung des Hessischen Rieds, das wiederum zur Oberrheinischen Tiefebene zählt. Durch die Nähe zum Rhein wurde dieser Teil des Rieds in den Wintermonaten häufig von Hochwassern heimgesucht und blieb deshalb jahrhundertelang siedlungsfrei.

### Dorfgliederung
Trotz seiner geringen Größe lässt sich Hessenaue in zwei inoffizielle Bezirke einteilen, die noch auf die Zeit der Gründung zurückgehen: das östliche Oberdorf und das westliche Unterdorf. Die Nationalsozialisten sollen das Dorf, wie heute noch annähernd im Luftbild zu erkennen ist, in Form eines Hakenkreuzes angelegt haben.

## Geschichte

### Ortsgeschichte
Hessenaue wurde 1939 als „Gemeindemarkung der bürgerlichen Gemeinde Hessenaue“ aus Gemarkungen der Dörfer Geinsheim mit 102 ha, Trebur mit 180 ha, den Treburer Auen mit 76 ha, Astheim mit 112 ha und Teilen der selbstständigen Gemarkung Kornsand mit 200 ha gegründet. Die nationalsozialistischen Planer meinten, hier eine gute Stelle für die Anlage eines Erbhöfedorfes gefunden zu haben. Die landwirtschaftliche Ausprägung dieses Ortsteils ist durch den hohen Anteil an Bauernhöfen noch immer deutlich zu erkennen. Gegen die Hochwassergefahr wurden zwei Deiche errichtet. In der Gemarkung wurde im Zweiten Weltkrieg ein Militärflugplatz eingerichtet.
Bis 1951 wurde die Gemeinde von Geinsheim aus verwaltet. Zum 1. Oktober 1951 wurden die zu der Siedlung Hessenaue zusammengefassten Grundstücke aus den Gemeinden Astheim, Geinsheim, Trebur, den selbstständigen Gemarkungen Treburer Auen und Kornsand ausgegliedert und zu einer neuen Gemeinde mit der Ortsbezeichnung „Hessenaue“ zusammengeschlossen.
Im Zuge der Gebietsreform in Hessen wurden am 1. Januar 1977 die Gemeinden Astheim, Geinsheim, Hessenaue und Trebur durch das Gesetz zur Neugliederung des Landkreises Groß-Gerau zu einer Gemeinde mit dem Namen Trebur zusammengeschlossen. Ortsbezirke nach der Hessischen Gemeindeordnung wurden nicht errichtet.
Im Jahr 2005 wurde der Winterdeich auf seiner ganzen Länge erneuert, während der Sommerdeich unberührt blieb.

### Einwohnerentwicklung
- 1961: 187 evangelische (= 76,02 %), 55 katholische (= 22,36 %) Einwohner

| Hessenaue: Einwohnerzahlen von 1939 bis 2022 | Hessenaue: Einwohnerzahlen von 1939 bis 2022 | Hessenaue: Einwohnerzahlen von 1939 bis 2022 | Hessenaue: Einwohnerzahlen von 1939 bis 2022 | Hessenaue: Einwohnerzahlen von 1939 bis 2022 |
| --- | -------------------------------------------- | -------------------------------------------- | -------------------------------------------- | -------------------------------------------- |
| Jahr |                                              |                                              |                                              | Einwohner                                    |
| 1939 | 1939                                         |                                              | 160                                          | 160                                          |
| 1946 | 1946                                         |                                              | 242                                          | 242                                          |
| 1950 | 1950                                         |                                              | 280                                          | 280                                          |
| 1956 | 1956                                         |                                              | 399                                          | 399                                          |
| 1961 | 1961                                         |                                              | 246                                          | 246                                          |
| 1967 | 1967                                         |                                              | 255                                          | 255                                          |
| 1970 | 1970                                         |                                              | 276                                          | 276                                          |
| 1980 | 1980                                         |                                              | ?                                            | ?                                            |
| 1990 | 1990                                         |                                              | ?                                            | ?                                            |
| 2000 | 2000                                         |                                              | ?                                            | ?                                            |
| 2011 | 2011                                         |                                              | 372                                          | 372                                          |
| 2015 | 2015                                         |                                              | 376                                          | 376                                          |
| 2022 | 2022                                         |                                              | 378                                          | 378                                          |
| Datenquelle: Historisches Gemeindeverzeichnis für Hessen: Die Bevölkerung der Gemeinden 1834 bis 1967. Wiesbaden: Hessisches Statistisches Landesamt, 1968. Weitere Quellen: LAGIS; Zensus 2011; 2015: Gemeinde Trebur |                                              |                                              |                                              |                                              |

## Wappen
Am 31. Dezember 1969 wurde das Gemeindewappen genehmigt:
| Wappen Hessenaue | Blasonierung: „Schild von Blau und Gold gespalten und über einem silbern-blauen Wellenbalken mit einem stilisierten rechts gewendeten Löwenkopf in den Landesfarben und einer roten Ähre belegt.“ |
| Wappen Hessenaue | |

## Kultur und Sehenswürdigkeiten
Hessenaue ist ruhig gelegen und bietet Freizeitmöglichkeiten in der näheren Umgebung:
Der etwa 1,7 km (vom Ortskern) entfernte Oberwiesensee ist ein Badesee. Auf und am Winterdamm sind Wanderungen mit Blick auf den Rhein möglich. Windsurfing ist auf der nahegelegenen Kiesgrube möglich. In 3,2 km Entfernung kann man Wildkajak fahren.
Das Vereinsleben ist stark ausgeprägt. So existieren unter anderem Vereine der Landfrauen, der Angler und der Windsurfer. Die Freiwillige Feuerwehr Hessenaue hat eine Kinder- und eine Jugendfeuerwehr. Der Fischmaster ist ebenso ein beliebtes Ausflugsziel mit selbst gezüchtetem Zander.

## Verkehr und Infrastruktur
Hessenaue ist über die Kreisstraße K 161 an die Landesstraßen L 3012 und L 3094 (nördlich von Geinsheim) angebunden. Die L 3094 verbindet über Wallerstädten mit der 10 Kilometer entfernten Kreisstadt Groß-Gerau.
Über den Bahnhof Groß Gerau ist Hessenaue per Bus und je nach Ziel und Zeit mit dem Anruf-Sammel-Taxi erreichbar. Die Fähre Nierstein-Kornsand verbindet mit den linksrheinischen Gebieten.
Im früheren Rathaus wurde ein Bürgerhaus eingerichtet. Es sind ein Gasthaus und diverse Unternehmen am Ort. Auf der Ludwigsaue gibt es einen Naturkindergarten.